# Juvenile Award
Der Juvenile Award war ein Sonderpreis (Special Award) der Academy of Motion Picture Arts and Sciences, der im Rahmen der Oscarverleihung vergeben wurde. Es handelte sich dabei um eine Miniatur-Ausgabe der regulären Oscar-Statue. Der Preis wurde in unregelmäßigen Abständen an Jungschauspieler verliehen, die herausragende Leistungen geliefert hatten, und war ähnlich wie der Ehrenoscar eine mit dem regulären Oscar gleichzusetzende Spezialehrung.
Die erste Preisträgerin war 1935 die sechsjährige Shirley Temple. Nach 1961 wurde der Juvenile Award nicht mehr verliehen, die Academy of Motion Picture Arts and Sciences beschloss, dass Kinder zukünftig in den normalen Nominierungslisten genannt werden sollten. Möglich war das schon länger gewesen, so waren Jackie Cooper 1931 in Skippy und Patty McCormack 1957 in Böse Saat nominiert. 1963 gewann mit Patty Duke für Licht im Dunkel die erste Jugendliche einen Oscar in einer regulären Nominierung.
Weitere Beispiele für Kinder mit regulären Nominierungen sind Tatum O’Neal für ihre Rolle in Paper Moon, Jodie Foster in Taxi Driver, Haley Joel Osment in The Sixth Sense, Keisha Castle-Hughes in Whale Rider, Anna Paquin in Das Piano, Abigail Breslin in Little Miss Sunshine, Saoirse Ronan in Abbitte, Hailee Steinfeld in True Grit oder Quvenzhané Wallis in Beasts of the Southern Wild.

## Die Preisträger
| Jahr | Preisträger (Alter)                       | Begründung |
| ---- | ----------------------------------------- | --- |
| 1935 | Shirley Temple (6)                        | Anerkennung ihres hervorragenden Beitrags im Bereich Filmunterhaltung im Jahr 1934 |
| 1939 | Deanna Durbin (17) und Mickey Rooney (18) | für ihren bedeutenden Beitrag, den Geist und die Personifikation von Jugend auf die Leinwand zu bringen und als jugendliche Schauspieler einen hohen Standard an Begabung und Vollendung zu setzen. |
| 1940 | Judy Garland (17)                         | für herausragende Darbietung einer jugendlichen Darstellerin im Jahr 1939 (Der Zauberer von Oz) |
| 1945 | Margaret O’Brien (8)                      | herausragende Kinderdarstellerin im Jahr 1944 |
| 1946 | Peggy Ann Garner (13)                     | in Ein Baum wächst in Brooklyn Herausragende Kinderdarstellerin im Jahr 1945 |
| 1947 | Claude Jarman jr. (12)                    | herausragender Kinderdarsteller im Jahr 1946 |
| 1949 | Ivan Jandl (12)                           | für The Search |
| 1950 | Bobby Driscoll (12)                       | herausragender jugendlicher Darsteller im Jahr 1949 |
| 1955 | Vincent Winter (7) und Jon Whiteley (10)  | für Besiegter Haß (The Kidnappers) |
| 1961 | Hayley Mills (14)                         | für Alle lieben Pollyanna, der herausragendsten jugendlichen Darbietung im Jahr 1960 |